# Killswitch Engage (álbum de 2009)
Killswitch Engage (ocasionalmente llamado KSE II o Killswitch Engage II) es el quinto álbum de estudio de la banda de metalcore estadounidense Killswitch Engage. Fue publicado el 30 de julio de 2009 a través de Roadrunner Records.
El disco tiene una característica rara e inusual: es el segundo álbum oficial que se titula igual que el grupo, desde su álbum debut. Una versión especial fue lanzada el mismo día. En la página oficial de la banda, si apartabas el disco, el comprador podía entrar en una rifa para ganar una guitarra Parker P44 personalizada con el arte del álbum.
Este es el último álbum con Howard Jones como vocalista líder de la banda, quién dejó la banda en 2012.
El álbum ocupó el 7º lugar en la lista Billboard 200, vendiendo 58,000 en la primera semana de lanzamiento, siendo el álbum con más alto lugar hasta la fecha. La versión especial del disco contiene 2 canciones en vivo de trabajos anteriores, además de una versión especial de The End of Heartache.

## Historia
Antes de lanzar el álbum o el sencillo, "A Light In a Darkened World" fue puesto en la lista de canciones que tocaban en la primera mitad de se gira de 2009 antes del disco, también fue tocada durante su presentación en Golden Gods Awards '09.
El 28 de mayo de 2009, en su club oficial, Take This Oath, were granted access to be the first people in the world to listen to a song titled "Reckoning." La pista estaba disponible en el sitio de Roadrunner Records al público en general al día siguiente. El 5 de junio, el sitio web VH1's estrenó el video de la canciónEl 5 de junio, el sitio web VH1's estrenó el video de la canción "Starting Over", dirigido por Lex Halaby. El video se estrenó en MTV el 6 de junio, y esa noche, Killswitch Engage se alojó en los Headbangers Ball. El 19 de junio, el álbum se jugó en su totalidad en diferentes ubicaciones de Hot Topic. El 25 de junio, el álbum fue puesto a la vista previa en la página MySpace de la banda.
El 24 de mayo de 2010 un avance del vídeo para la pista 9 en el álbum "Save Me" fue puesto en la página web de la banda. The next day the full video was premiered on Craveonline. Fue creado con claymation que representa la banda salvando a Howard de marcianos después de ser testigo de su secuestro en un monitor.
Este es el primer álbum de la banda en ser coproducido por alguien externo, siendo Brendan O'Brien el encargado de pulir el aspecto vocal de Howard Jones.

## Lista de canciones
Todas las letras escritas por Howard Jones, toda la música compuesta por Adam Dutkiewicz, Justin Foley, Joel Stroetzel, Mike D'Antonio. 
| Killswitch Engage |                               |          |  |
| N.º               | Título                        | Duración |  |
| 1.                | «Never Again»                 | 3:09     |  |
| 2.                | «Starting Over»               | 3:51     |  |
| 3.                | «The Forgotten»               | 3:17     |  |
| 4.                | «Reckoning»                   | 2:40     |  |
| 5.                | «The Return»                  | 4:28     |  |
| 6.                | «A Light in a Darkened World» | 2:50     |  |
| 7.                | «Take Me Away»                | 2:45     |  |
| 8.                | «I Would Do Anything»         | 3:22     |  |
| 9.                | «Save Me»                     | 3:46     |  |
| 10.               | «Lost»                        | 3:45     |  |
| 11.               | «This Is Goodbye»             | 4:17     |  |
| 38:09             |                               |          |  |

| Special Edition Bonus Tracks |                         |          |  |
| N.º                          | Título                  | Duración |  |
| 12.                          | «In a Dead World»       | 4:14     |  |
| 13.                          | «Rose of Sharyn» (Live) | 3:48     |  |
| 14.                          | «My Curse» (Live)       | 4:26     |  |
| 15.                          | «Holy Diver» (en vivo)  | 5:07     |  |

| iTunes Pre-Order Exclusive Tracks |                                          |          |  |
| N.º                               | Título                                   | Duración |  |
| 12.                               | «A Light In a Darkened World» (En Vivo!) | 3:05     |  |

Edición Especial DVD
1. Realización de Documental
2. Entrevistas exclusivas banda

## Personal
Killswitch Engage
- Mike D'Antonio – bajo
- Adam Dutkiewicz – Guitarra líder, Coros
- Justin Foley – batería
- Howard Jones – Vocalista
- Joel Stroetzel – Guitarra rítmica

Producción
Producido por Adam Dutkiewicz y Brendan O'Brien

## Posicionamiento
| Tabla (2009)                    | Posicionamiento |
| ------------------------------- | --------------- |
| Australian ARIA Albums Chart    | 12              |
| Austrian Albums Chart           | 3               |
| Dutch Albums Chart              | 77              |
| Finnish Albums Chart            | 15              |
| New Zealand Top 40 Albums Chart | 24              |
| Swedish Albums Chart            | 52              |
| Swiss Albums Chart              | 51              |
| UK Albums Chart                 | 29              |
| U.S. Billboard 200              | 7               |